# Ferrer Point
Der Ferrer Point (spanisch Punta Ferrer) ist eine unvereiste Landspitze an der Ostküste von Greenwich Island im Archipel der Südlichen Shetlandinseln. Sie liegt am Südufer der Discovery Bay und trennt die Montecinos Cove im Osten von der Ensenada Rodríguez im Westen.
Teilnehmer der 1. Chilenischen Antarktisexpedition (1946–1947) benannten die Landspitze als Punta López nach Sergio López Angulo, dem stellvertretenden Expeditionsleiter. Bei der 5. Chilenischen Antarktisexpedition (1950–1951) erfolgte eine Umbenennung nach Fernando Ferrer Fougá, Hydrograph an Bord des Transportschiffs Angamos bei dieser Forschungsreise. Das UK Antarctic Place-Names Committee übertrug diese Benennung am 3. November 1971 ins Englische.